# Prostemmiulus relictus
Prostemmiulus relictus är en mångfotingart som beskrevs av Chamberlin 1922. Prostemmiulus relictus ingår i släktet Prostemmiulus och familjen Stemmiulidae. Inga underarter finns listade i Catalogue of Life.